# Allée des Orgues-de-Flandre
L'allée des Orgues-de-Flandre est une voie du 19e arrondissement de Paris, en France.

## Situation et accès
L'allée des Orgues-de-Flandre est une voie située dans le 19e arrondissement de Paris. Elle débute au 26, rue Riquet, 11, rue Mathis et 97, avenue de Flandre et se termine en impasse.

## Origine du nom
Elle porte ce nom en raison de l'aspect des constructions autour de l'allée, appelées « Orgues de Flandre » et du voisinage de l'avenue de Flandre.

## Historique
La voie est créée en 1975 comme voie de desserte dans le cadre de l'aménagement de l'îlot Riquet et prend sa dénomination actuelle par un décret préfectoral du 2 avril 1976.